# 龔正調
龔正調（?年—1827年），字？，福建邵武府邵武縣人，清朝政治人物。

## 生平
乾隆六十年（1795年）乙卯科第一名解元，嘉慶七年壬戌科會試中式二百二十四名，途中被搶奪財物，磨勘發現文義疵謬。詩句粗鄙。字畫訛誤甚多被除名，由舉人捐刑部員外郎。道光七年卒。